# Porsche Cayenne Coupé
Le Porsche Cayenne Coupé est un véhicule utilitaire sportif de la marque automobile Porsche, basé sur la troisième génération du Cayenne. Le véhicule a été présenté en mars 2019.
Des versions largement révisées du Cayenne et du Cayenne Coupé ont été présentées le 18 avril 2023 au Salon de l'automobile de Shanghai.

## Technologie
Le Cayenne Coupé est basé sur la plate-forme Volkswagen MLB, une plate-forme que le groupe Volkswagen utilise également pour l’Audi Q8, le Bentley Bentayga et le Volkswagen Touareg III.
Le véhicule a une ligne de toit qui s’incline vers l’arrière de manière beaucoup plus prononcée que celle du Cayenne. Le toit est équipé de série d’un insert en verre de 2,16 m², mais il est également disponible avec un insert en polymère renforcé de fibres de carbone plus léger de 22 kg. Grâce au séparateur de flux d’air sur le spoiler arrière extensible, la lunette arrière ne devrait pratiquement pas être mouillée lorsqu’il pleut, c’est pourquoi un essuie-glace arrière n’est pas disponible. Le Cayenne Coupé dispose également d’un troisième feu stop différent et d’un espace pour la plaque d'immatriculation situé au bas du pare-chocs arrière. En raison du toit plus bas, les sièges arrière sont trois centimètres plus bas que dans le Cayenne. De plus, le coffre est presque 150 litres plus petit.

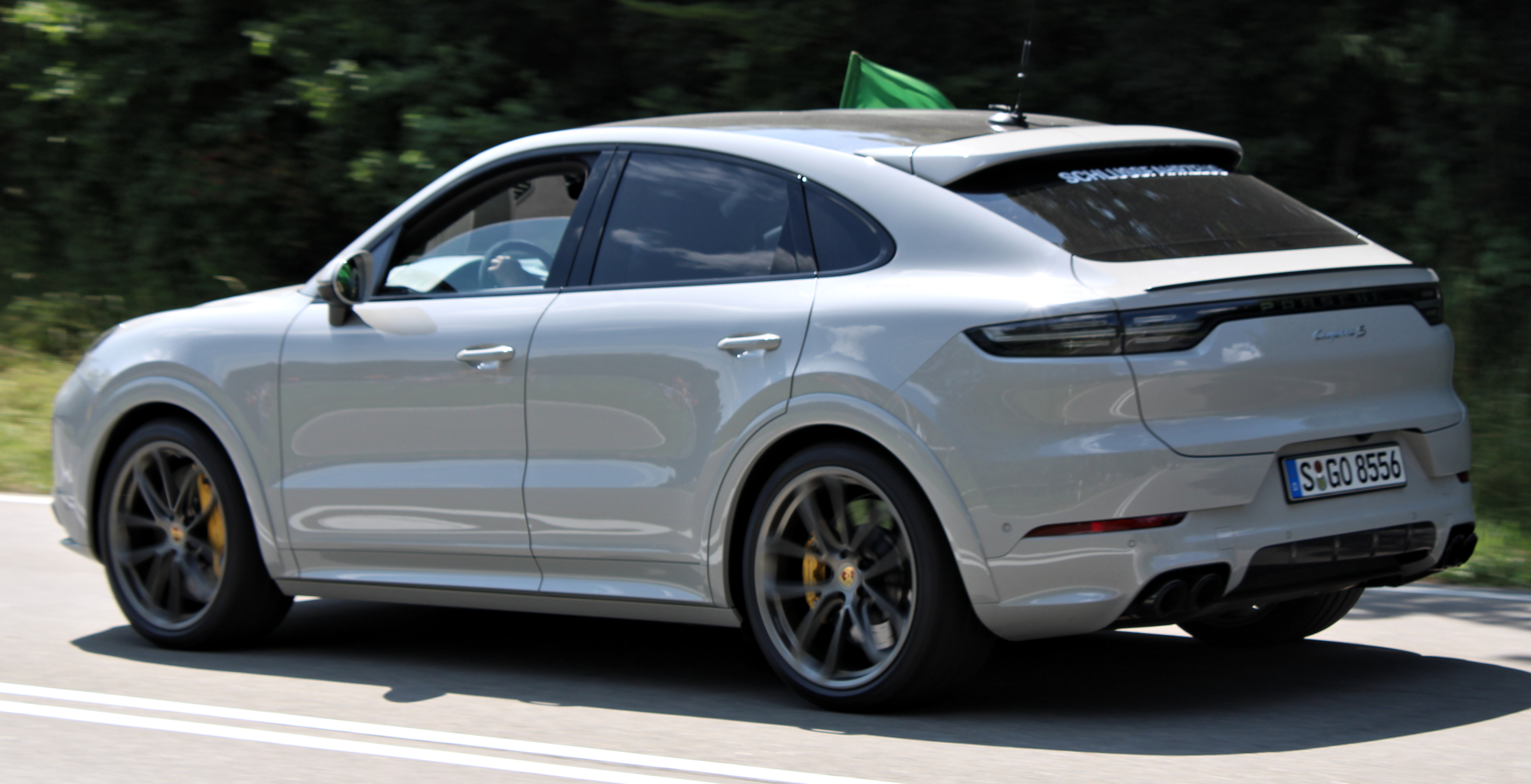
Porsche Cayenne Coupé S (vue arrière)
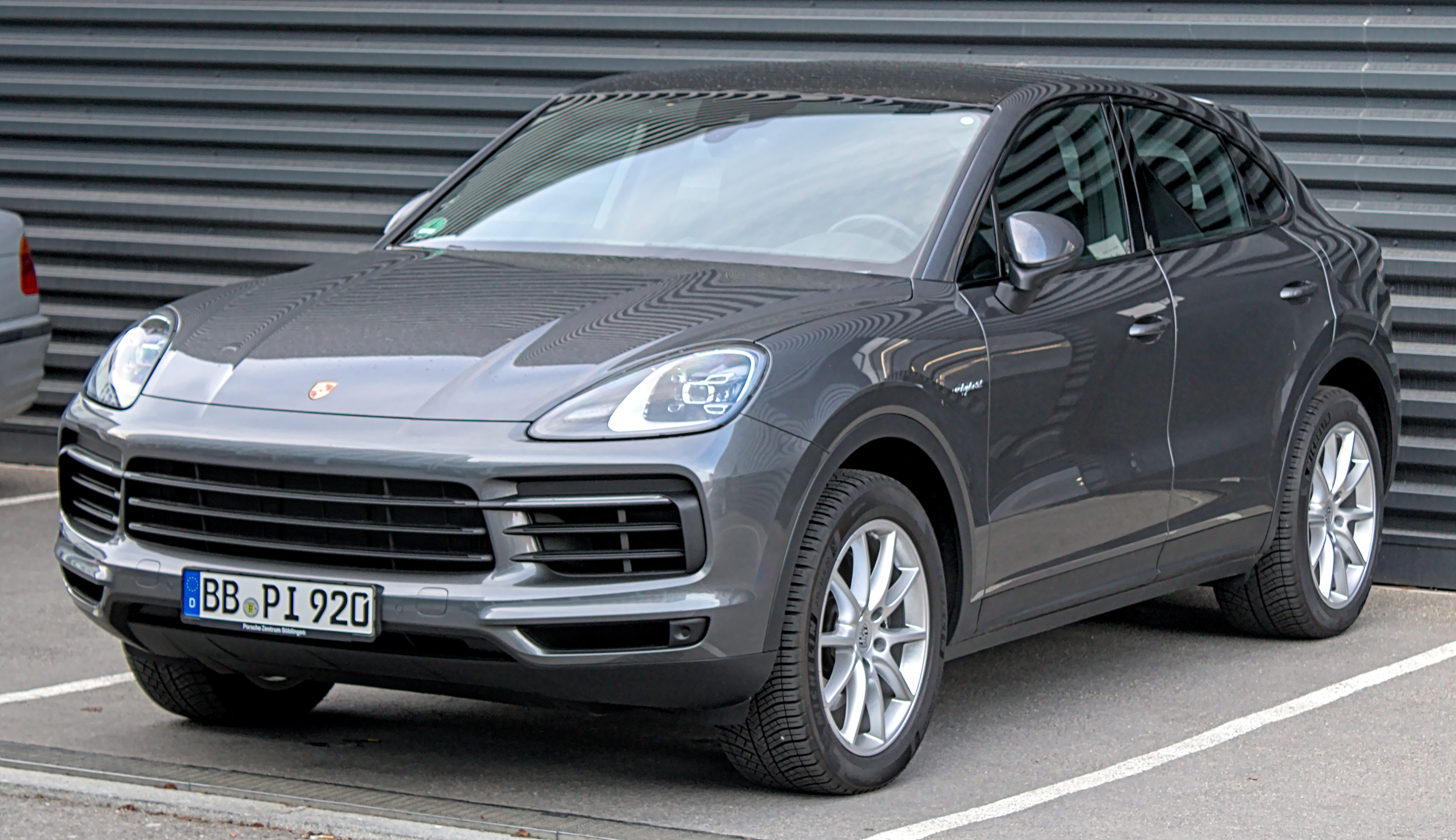
Porsche Cayenne Coupé E-Hybrid
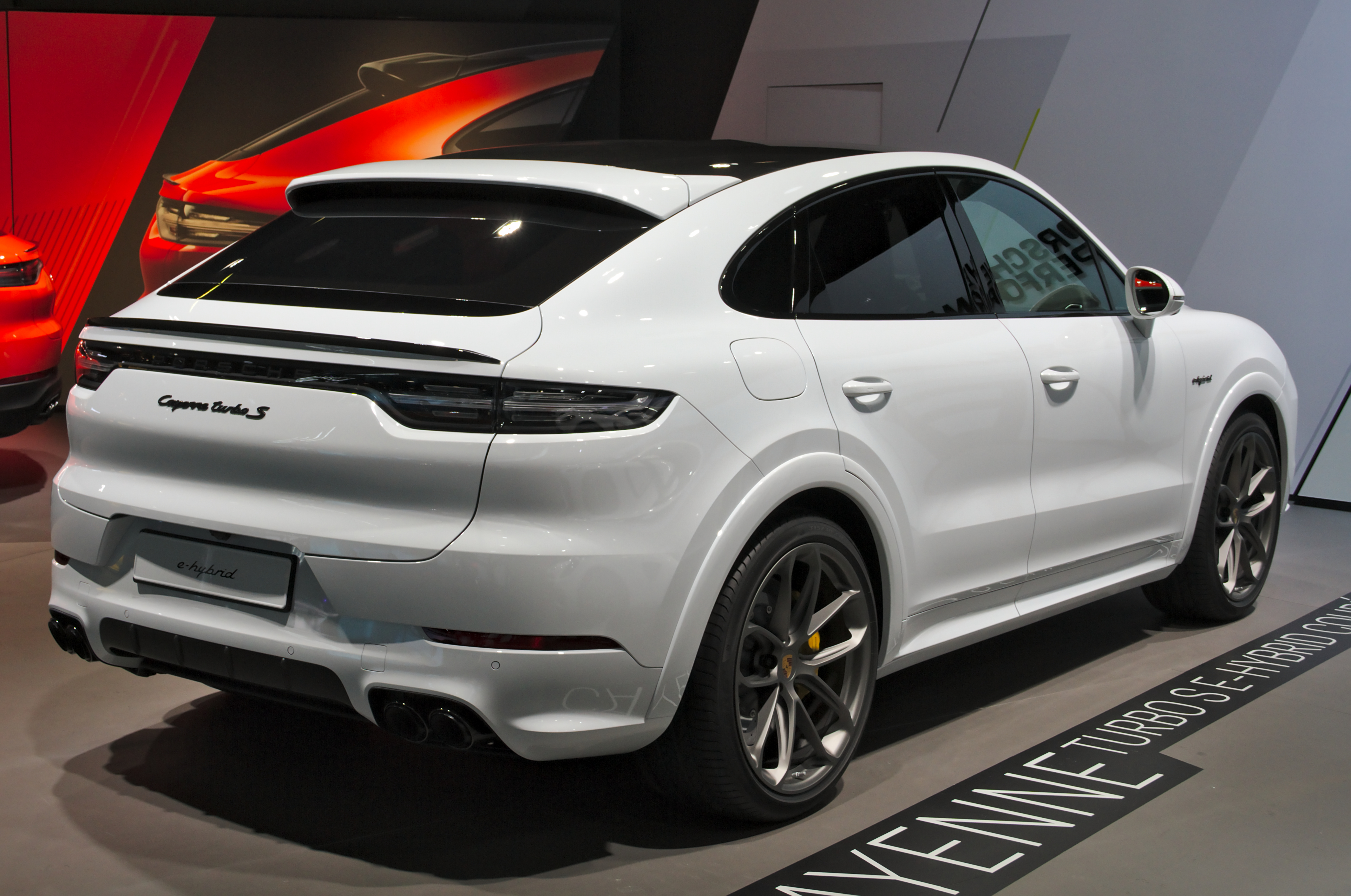
Porsche Cayenne Coupé Turbo S E-Hybrid (vue arrière)
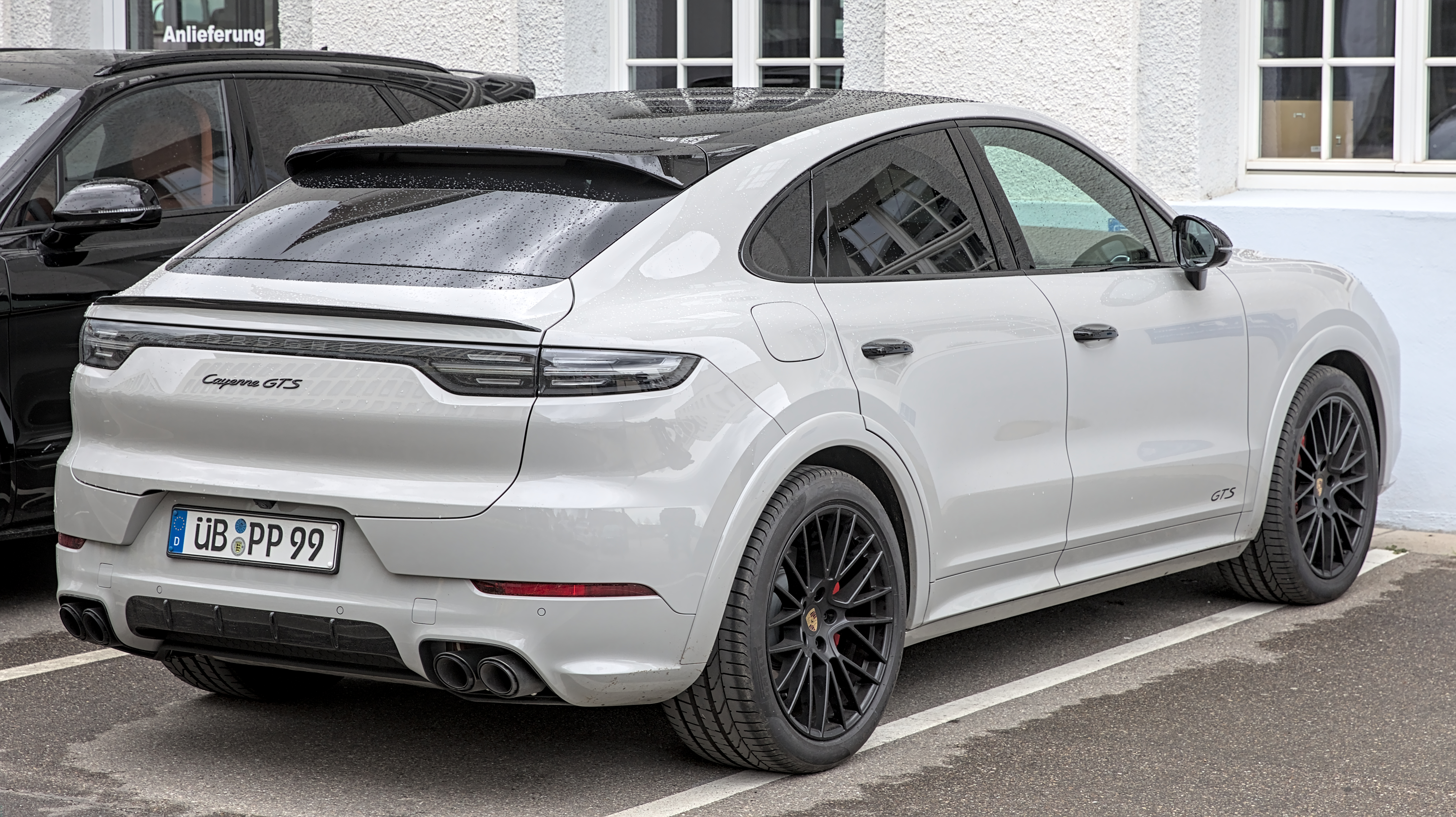
Porsche Cayenne Coupé GTS (vue arrière)
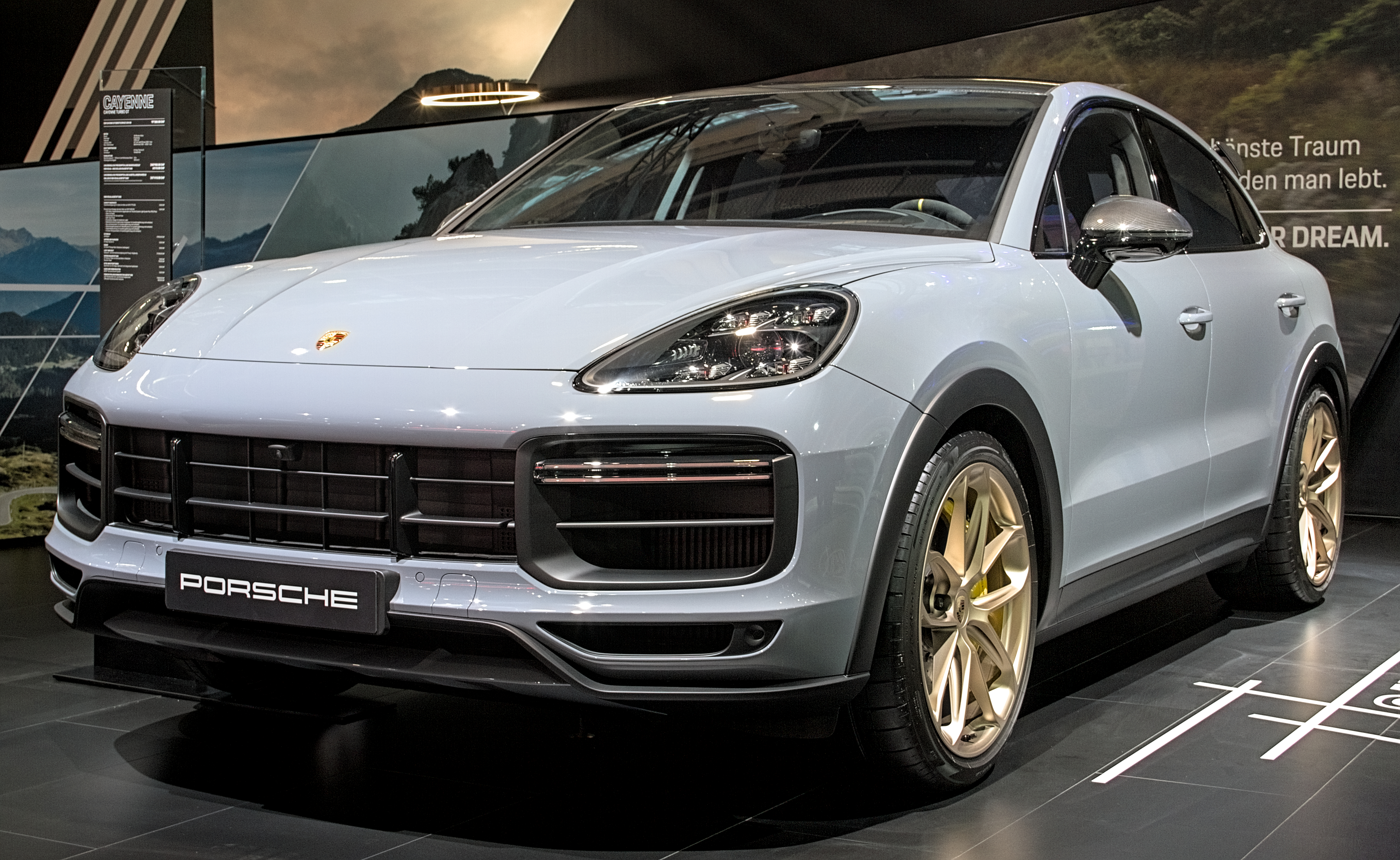
Porsche Cayenne Coupé Turbo GT
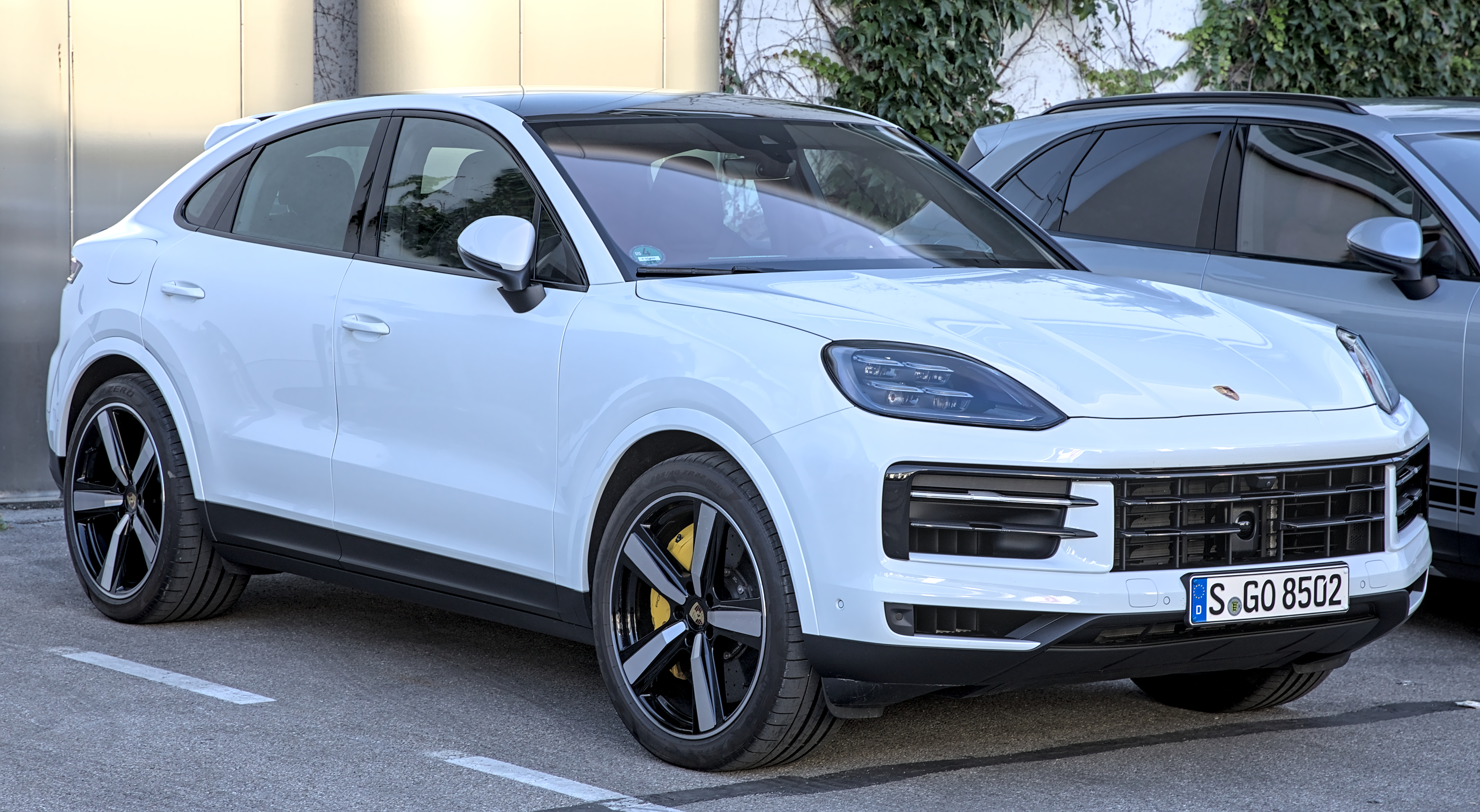
Porsche Cayenne Coupé (lifting)
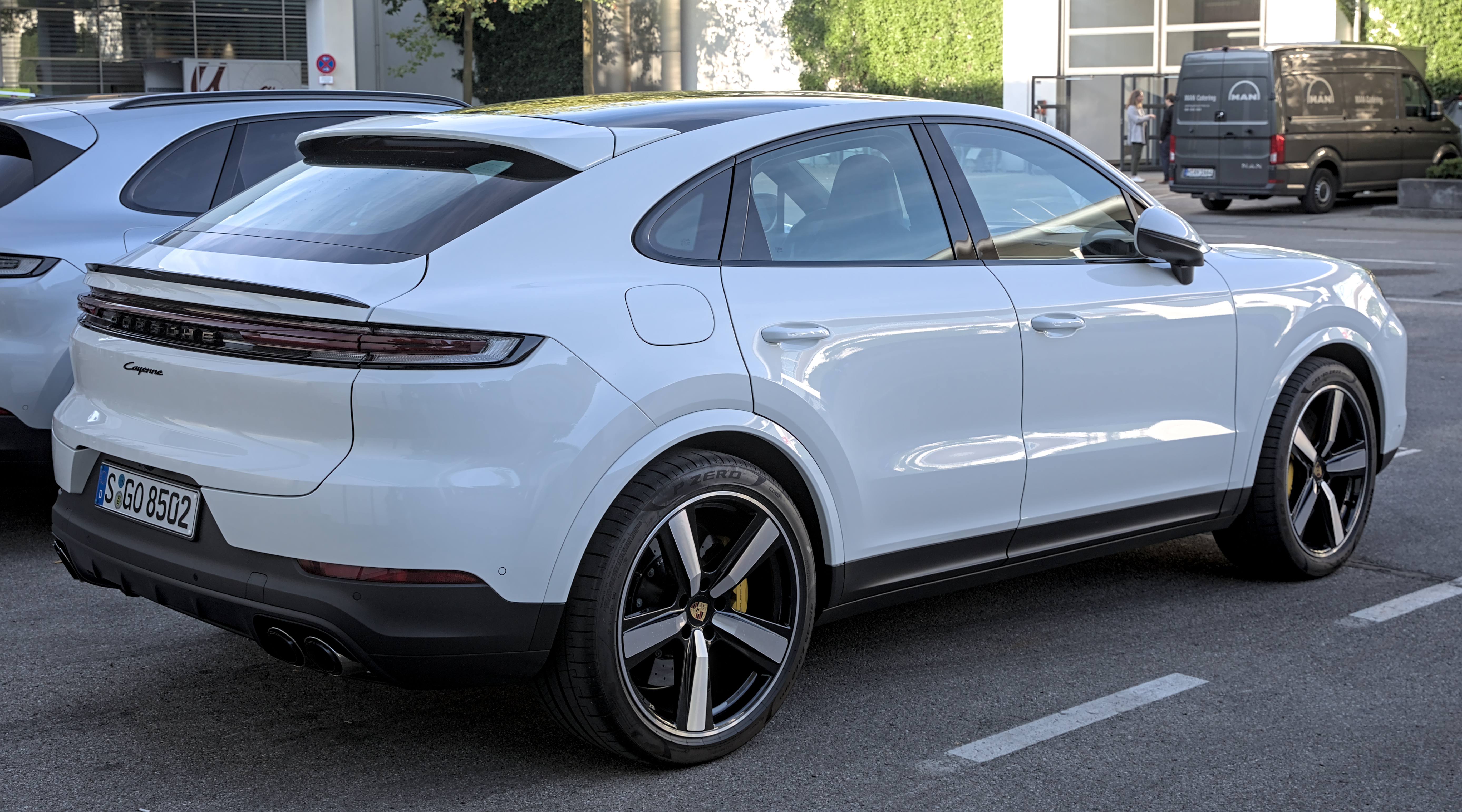
Porsche Cayenne Coupé (lifting, vue arrière)
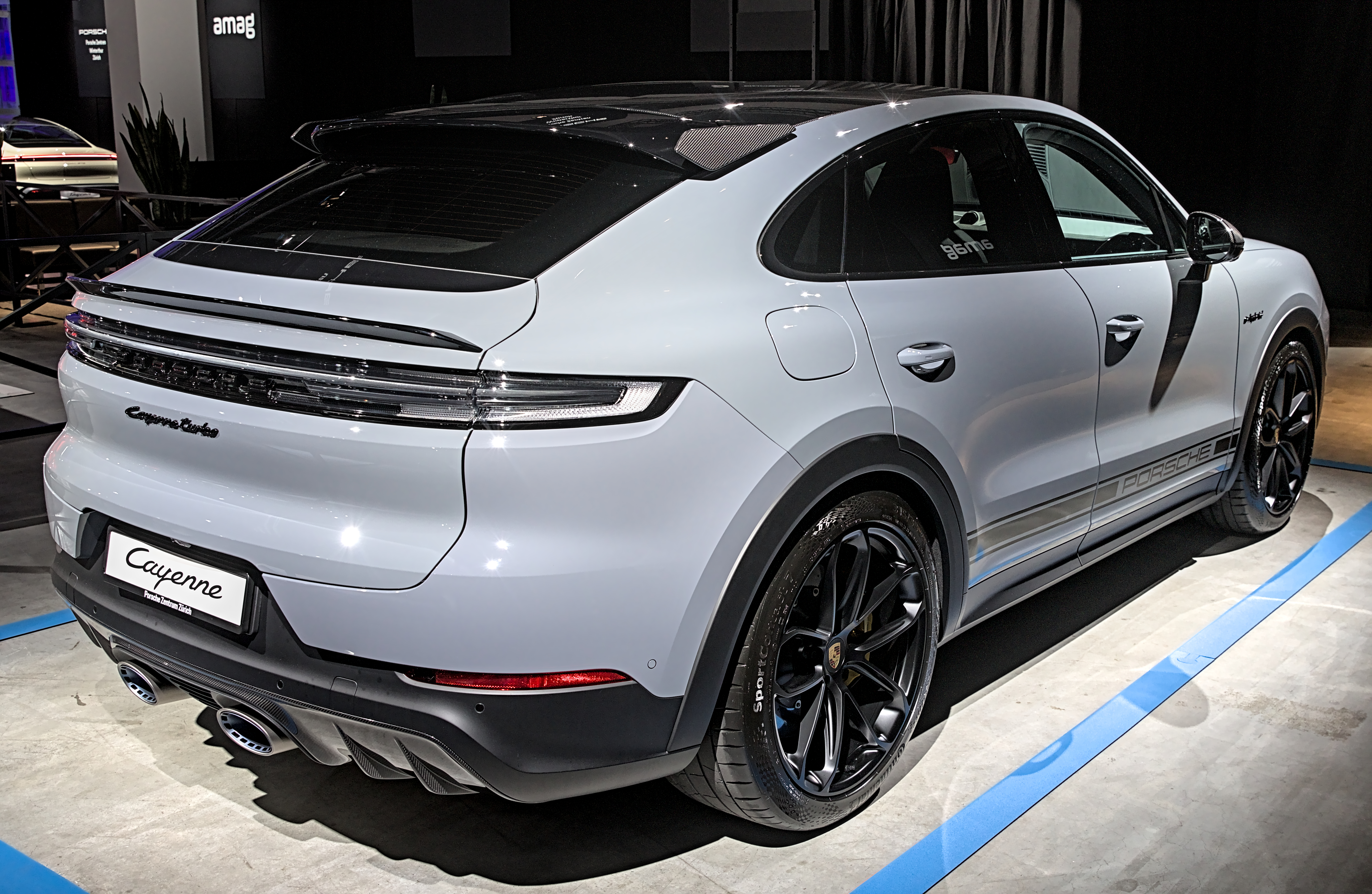
Porsche Cayenne Coupé Turbo S E-Hybrid GT-Paket (lifting, vue arrière)
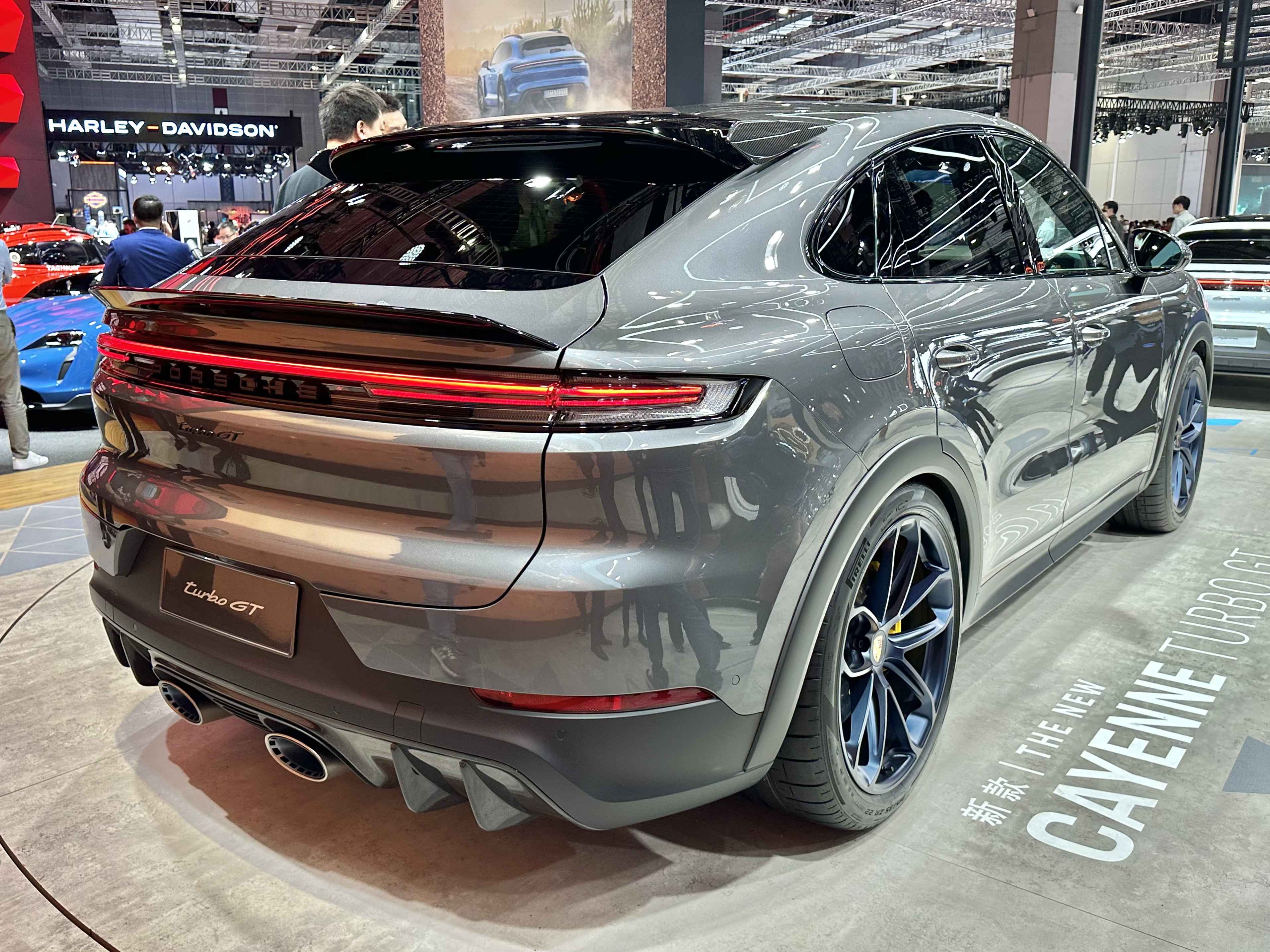
Porsche Cayenne Coupé Turbo GT (lifting)